# アヴェリア
アヴェリア（Avelia）は、フランスに本拠地を置くアルストムが開発する高速鉄道車両ブランド。動力集中型のアヴェリア・リバティ（Avelia Liberty）、アヴェリア・ホライズン（Avelia Horizon）に加え、高速列車ブランド・ペンドリーノを統合したアヴェリア・ペンドリーノ（Avelia Pendolino）の3種類が展開される。

## 種類

### アヴェリア・リバティ

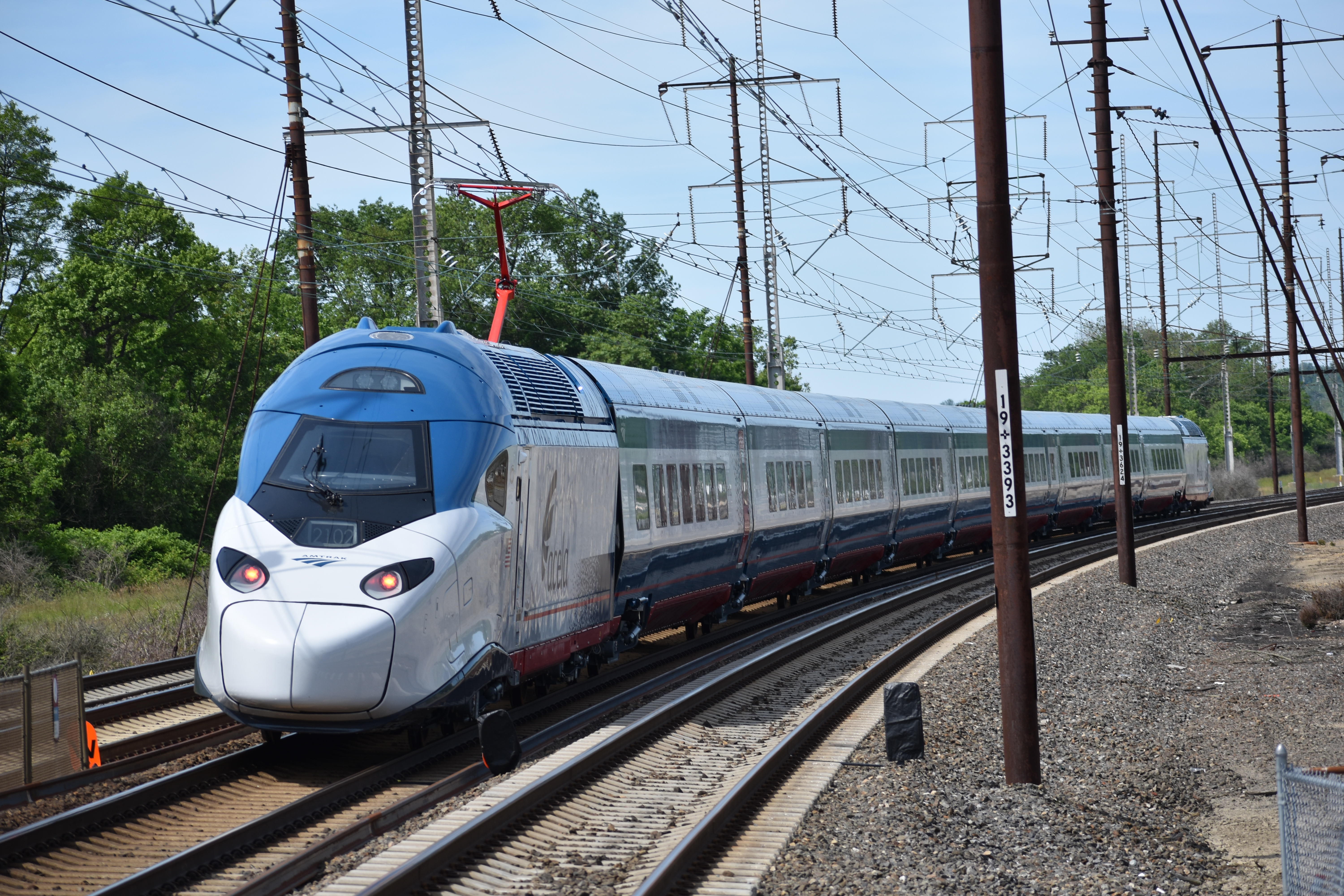
試運転中のアヴェリア・リバティ

アメリカ東海岸の鉄道路線（北東回廊）を走る高速列車であるアセラ・エクスプレス向けに製造されるタイプ。2016年以降アムトラックから発注を受けている。車体傾斜装置を搭載し、設計最高速度は300km/hを予定しているが、車体傾斜装置を取り付けない状態では最高速度を350km/hにまで向上する事も可能な設計となっている。
先代の編成と異なり中間客車は連接構造となっており、乗客が感じる騒音や振動を軽減している他に脱線時の転倒リスクも減少している。車内にはUSB用のソケットやコンセントが備わっており、Wi-Fiも利用可能となっている他、編成全体の定員数についても先代の車両と比べ30％増加している一方で、車両の軽量化により二酸化炭素排出量を40%削減している。さらに、新編成（アヴェリア・リバティ）のカフェカーではクラフトビールなど提供される飲食物の種類が増える予定である。
試験運転開始は2019年、営業運転開始は当初は2022年の予定だったが、計画は遅れ2023年を予定している　。
　

### アヴェリア・ホライズン
フランスを代表する列車として運行し、スペイン（S-100・S-101）やイギリス（クラス373）、ベルギー、韓国（KTX-I）、モロッコなど世界各国にも発展したTGVに代わる新たな車両として、2016年にフランス国鉄（SNCF）から発注が行われた動力集中型編成。2018年にデザインやブランド名が公表された。
動力車のデザインなどはアヴェリア・リバティを基にしているが、従来の編成（TGV Duplex）と同様に中間客車は二階建てとなっており、定員数は最大740人を想定している。これにより従来の編成よりも20％多くの乗客を運ぶことが出来る一方、エネルギーの消費量を20％、メンテナンス費用は30％削減される。また前後に連結される動力車の合計出力は8000kwで、最高速度は350km/hとなる。営業運転開始は2024年パリオリンピック期間中の本格稼働を視野に、2020年から2023年の間を予定している。
なお、内装デザインは日本人デザイナーの佐藤オオキが率いるデザインオフィス・nendoとフランス国鉄系列のデザイン事務所であるAREP designlabが共同で手掛ける事が発表されている。

### アヴェリア・ペンドリーノ

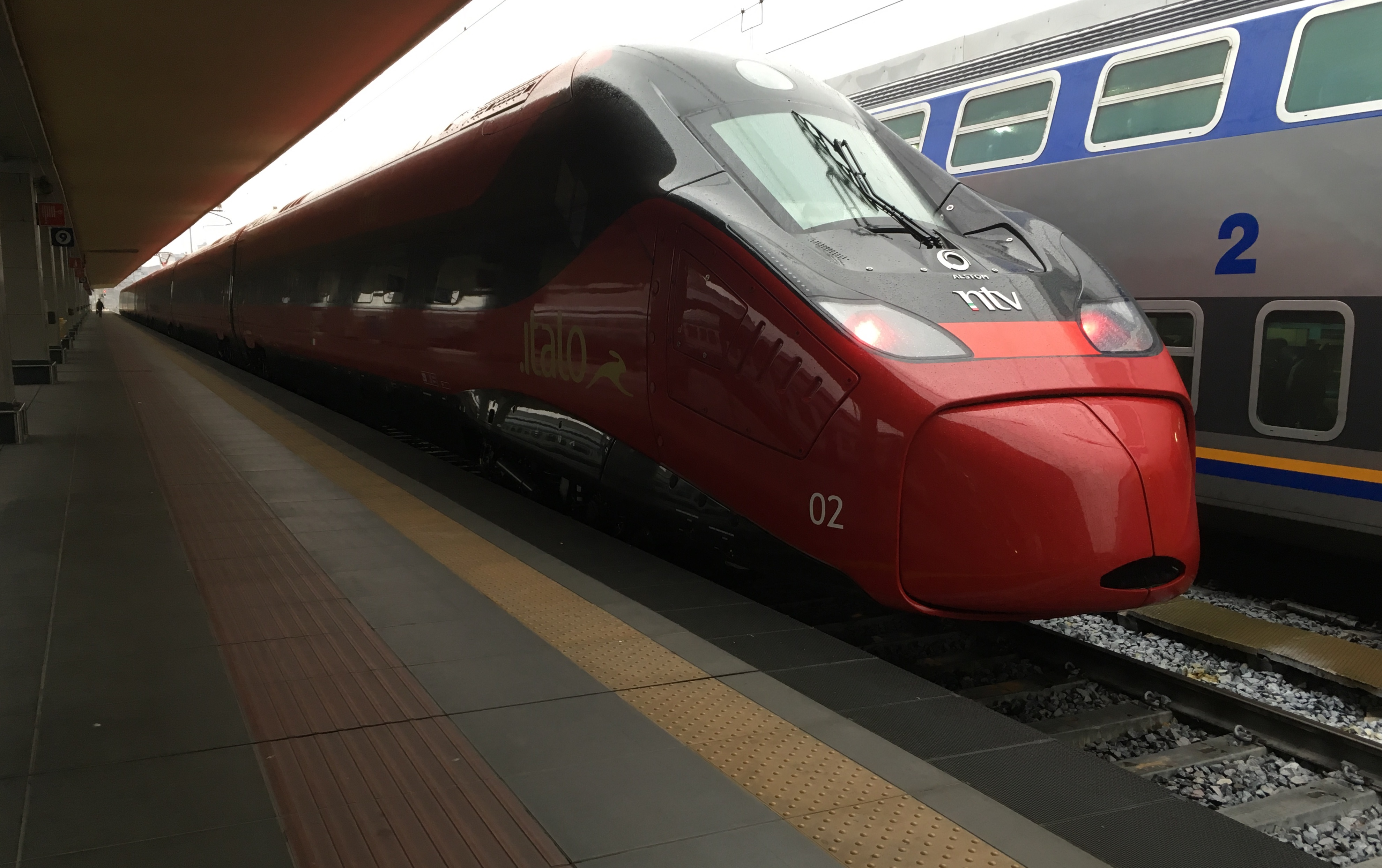
NTVで運行しているペンドリーノ・エヴォ

イタリア・フィアットの鉄道車両部門が開発し、2018年現在はアルストムが世界12ヶ国12事業者に展開している車体傾斜方式を採用した高速電車・ペンドリーノ（Pendolino）の発展形。ペンドリーノの歴史では第4世代に該当する。
動力分散式である電車の利点を生かした自由な編成、車体幅、内装を特徴としており、最短3両から最長11両編成まで選択可能である。最高速度は250km/hを想定している。また、最大8％車体を傾ける傾斜技術により曲線走行時の速度を30％向上させることが出来、従来の鉄道路線でも所要時間が短縮される他、ブレーキの使用によるエネルギー損失も軽減される。なお、車体傾斜装置の有無も選択可能である。
最初に発注を行ったのはイタリアで高速鉄道"イタロ（Italo）"を運行するNTV（ヌオーヴォ・トラスポルト・ヴィアッジャトーリ）で、2015年に車体傾斜装置を搭載していない7両編成をアルストムに注文したのち、2017年にも追加発注を実施し、合計17本を導入する事となった。2017年12月10日から営業運転を開始した後、2018年には更に5本の追加発注が行われている。
NTVでは"ペンドリーノ・エヴォ（Pendolino Evo）"の愛称で運行しており、定員は480名である。